# 硝酸ルビジウム
硝酸ルビジウム（しょうさんルビジウム、Rubidium nitrate）は、化学式がRbNO3の無機化合物である。炎色反応では薄紫色を示す。酸化剤であるため可燃性材料からは隔てて保管しなければならない。

## 毒性
半数致死量LD50は4625 mg/kg。